# Incompreso (romanzo)
Incompreso (Misunderstood) è un romanzo di Florence Montgomery, pubblicato per la prima volta nel 1869. Tradotto e diffuso in tutto il mondo, è la storia di un bambino costretto a soffocare i suoi slanci a causa degli adulti incapaci di capirlo.
Da esso è stato tratto il film Incompreso - Vita col figlio (1966) di Luigi Comencini; ne è stato girato anche un remake televisivo omonimo di due puntate, con Luca Zingaretti e Margherita Buy.

## Trama
Sir Everard è un aristocratico inglese vedovo con due figli, Humphrey, di sette anni, e Miles, di quattro.
Il figlio minore, di costituzione gracile, è oggetto di cure e premure, mentre il maggiore, che nasconde dietro un comportamento ribelle il suo grande dolore per la morte della madre, viene trattato con indifferenza ed è oggetto di continui rimproveri da parte del padre stesso e della governante.
Accade un incidente: i due bambini cadono nel lago.
Miles si salva, mentre Humphrey riporta una terribile lesione alla colonna vertebrale, che lo porta alla morte.
Il padre, accorso al suo capezzale, arriva a capire solo in quei momenti l'infelicità incompresa del figlio.

## Edizioni
- Florence Montgomery, Incompreso, Milano, Gruppo Ugo Mursia Editore, 2002, ISBN 88-425-2972-9.